# Jolanta Żelazna
Jolanta Żelazna (ur. 1954) – polska filozofka, profesor nauk humanistycznych, nauczycielka akademicka Uniwersytetu Mikołaja Kopernika w Toruniu, zainteresowania: Spinoza; historia filozofii XVII w., historia filozofii obszaru niemieckojęzycznego XIX–XX w.

## Życiorys
W 1978 ukończyła studia w zakresie filozofii w Uniwersytecie Warszawskim, przedkładając pracę magisterską pt. Heideggerowska hermeneutyka języka Dasein, napisaną pod kierunkiem doc. dr. hab. Jana Ożarowskiego. W 1986 na podstawie napisanej pod kierunkiem doc. dr. Stanisława Soldenhoffa rozprawy pt. Myślenie istotne’ M. Heideggera jako kontynuacja nietzscheańskiej filozofii czasu uzyskała stopień naukowy doktora. Na podstawie dorobku naukowego oraz rozprawy pt. Skończone poznanie ludzkie w filozofii Spinozy nadano jej w 1996 w Uniwersytecie Marii Curie-Skłodowskiej stopień naukowy doktora habilitowanego. W 2012 Prezydent RP nadał jej tytuł naukowy profesora nauk humanistycznych.
Została profesorem Uniwersytetu Mikołaja Kopernika w Toruniu na Wydziale Filozofii i Nauk Społecznych w Instytucie Filozofii.